# Ulva (género)
Una lechuga de mar es cualquier alga perteneciente al género Ulva, un grupo de algas verdes comestibles que se encuentra ampliamente distribuida a lo largo de las costas de los océanos del mundo. La especie típica dentro del género Ulva es Ulva lactuca, proviniendo la palabra lactuca  del latín "lechuga". El género también incluye las especies previamente clasificadas bajo el género Enteromorpha,  a cuyos antiguos miembros se les conoce bajo el nombre común de nori verde. [2] Las  láminas individuales de Ulva pueden crecer hasta más de 400 mm (16 pulgadas) de tamaño, pero esto solo ocurre cuando las plantas crecen en áreas protegidas.

## Como alimento humano
Muchas especies de lechuga de mar son fuente de alimento para los seres humanos en Escandinavia, Gran Bretaña, Irlanda, China y Japón (donde este alimento se conoce como aosa). Lechuga de mar como alimento para los seres humanos se consume cruda en ensaladas y cocida en sopas o diferentes comidas. Es rica en proteínas, en fibra dietética  soluble y en una gran variedad de vitaminas y minerales, especialmente el hierro.

## Especies
Las especies incluidas en el género Ulva son las siguientes:
Especies aceptadas
- Ulva acanthophora (Kützing) Hayden, Blomster, Maggs, P.C.Silva, Stanhope & J.R.Waaland, 2003
- Ulva anandii Amjad & Shameel, 1993
- Ulva arasakii Chihara, 1969
- Ulva atroviridis Levring, 1938
- Ulva beytensis Thivy & Sharma, 1966
- Ulva bifrons Ardré, 1967
- Ulva brevistipita V.J.Chapman, 1956
- Ulva burmanica (Zeller) De Toni, 1889
- Ulva californica Wille, 1899
- Ulva chaetomorphoides (Børgesen) Hayden, Blomster, Maggs, P.C.Silva, M.J.Stanhope & J.R.Waaland, 2003
- Ulva clathrata (Roth) C.Agardh, 1811
- Ulva compressa Linnaeus, 1753
- Ulva conglobata Kjellman, 1897
- Ulva cornuta Lightfoot, 1777
- Ulva covelongensis V.Krishnamurthy & H.Joshi, 1969
- Ulva crassa V.J.Chapman, 1956
- Ulva crassimembrana (V.J.Chapman) Hayden, Blomster, Maggs, P.C.Silva, M.J.Stanhope & J.R.Waaland, 2003
- Ulva curvata (Kützing) De Toni, 1889
- Ulva denticulata P.J.L.Dangeard, 1959
- Ulva diaphana Hudson, 1778
- Ulva elegans Gayral, 1960
- Ulva enteromorpha Le Jolis, 1863
- Ulva erecta (Lyngbye) Fries
- Ulva expansa (Setchell) Setchell & N.L.Gardner, 1920
- Ulva fasciata Delile, 1813
- Ulva flexuosa Wulfen, 1803
- Ulva geminoidea V.J.Chapman, 1956
- Ulva gigantea (Kützing) Bliding, 1969
- Ulva grandis Saifullah & Nizamuddin, 1977
- Ulva hookeriana (Kützing) Hayden, Blomster, Maggs, P.C.Silva, M.J.Stanhope & J.R.Waaland
- Ulva hopkirkii (M'Calla ex Harvey) P.Crouan & H.Crouan
- Ulva howensis (A.H.S.Lucas) Kraft, 2007
- Ulva indica Roth, 1806
- Ulva intestinalis Linnaeus, 1753
- Ulva intestinaloides (R.P.T.Koeman & Hoek) Hayden, Blomster, Maggs, P.C.Silva, M.J.Stanhope & J.R.Waaland, 2003
- Ulva javanica N.L.Burman, 1768
- Ulva kylinii (Bliding) Hayden, Blomster, Maggs, P.C.Silva, M.J.Stanhope & J.R.Waaland, 2003
- Ulva lactuca Linnaeus, 1753
- Ulva laetevirens J.E.Areschoug, 1854
- Ulva laingii V.J.Chapman, 1956
- Ulva linearis P.J.L.Dangeard, 1957
- Ulva linza Linnaeus, 1753
- Ulva lippii Lamouroux
- Ulva litoralis Suhr ex Kützing
- Ulva littorea Suhr
- Ulva lobata (Kützing) Harvey, 1855
- Ulva marginata (J.Agardh) Le Jolis
- Ulva micrococca (Kützing) Gobi
- Ulva neapolitana Bliding, 1960
- Ulva nematoidea Bory de Saint-Vincent, 1828
- Ulva ohnoi Hiraoka & Shimada, 2004
- Ulva olivascens P.J.L.Dangeard
- Ulva pacifica Endlicher
- Ulva papenfussii Pham-Hoang Hô, 1969
- Ulva parva V.J.Chapman, 1956
- Ulva patengensis Salam & Khan, 1981
- Ulva percursa (C.Agardh) C.Agardh
- Ulva pertusa Kjellman, 1897
- Ulva phyllosa (V.J.Chapman) Papenfuss
- Ulva polyclada Kraft, 2007
- Ulva popenguinensis P.J.L.Dangeard, 1958
- Ulva porrifolia (S.G.Gmelin) J.F.Gmelin
- Ulva profunda W.R.Taylor, 1928
- Ulva prolifera O.F.Müller, 1778
- Ulva pseudocurvata Koeman & Hoek, 1981
- Ulva pseudolinza (R.P.T.Koeman & Hoek) Hayden, Blomster, Maggs, P.C.Silva, M.J.Stanhope & J.R.Waaland, 2003
- Ulva pulchra Jaasund, 1976
- Ulva quilonensis Sindhu & Panikkar, 1995
- Ulva radiata (J.Agardh) Hayden, Blomster, Maggs, P.C.Silva, M.J.Stanhope & J.R.Waaland, 2003
- Ulva ralfsii (Harvey) Le Jolis, 1863
- Ulva ranunculata Kraft & A.J.K.Millar, 2000
- Ulva reticulata Forsskål, 1775
- Ulva rhacodes (Holmes) Papenfuss, 1960
- Ulva rigida C.Agardh, 1823
- Ulva rotundata Bliding, 1968
- Ulva saifullahii Amjad & Shameel, 1993
- Ulva serrata A.P.de Candolle
- Ulva simplex (K.L.Vinogradova) Hayden, Blomster, Maggs, P.C.Silva, M.J.Stanhope & J.R.Waaland, 2003
- Ulva sorensenii V.J.Chapman, 1956
- Ulva spinulosa Okamura & Segawa, 1936
- Ulva stenophylla Setchell & N.L.Gardner, 1920
- Ulva sublittoralis Segawa, 1938
- Ulva subulata (Wulfen) Naccari
- Ulva taeniata (Setchell) Setchell & N.L.Gardner, 1920
- Ulva tanneri H.S.Hayden & J.R.Waaland, 2003
- Ulva tenera Kornmann & Sahling
- Ulva torta (Mertens) Trevisan, 1841
- Ulva tuberosa Palisot de Beauvois
- Ulva uncialis (Kützing) Montagne, 1850
- Ulva uncinata Mohr
- Ulva uncinata Mertens
- Ulva usneoides Bonnemaison
- Ulva utricularis (Roth) C.Agardh
- Ulva utriculosa C.Agardh
- Ulva uvoides Bory de Saint-Vincent
- Ulva ventricosa A.P.de Candolle

Nomina dubia
- Ulva costata Wollny, 1881
- Ulva repens Clemente, 1807
- Ulva tetragona A.P.de Candolle, 1807